# Isoscutellareina
Isoscutellareina es una flavona encontrado en Theobroma grandiflorum y en Marchantia berteroana.
Theograndin I es un glucurónido sulfatado de isoscutellareina.